# Aboud Rogo
Adud Rogo Mohammed (* 1968 in Siyu, Pate-Insel, Kenia; † 27. August 2012 in Mombasa) war ein kenianischer islamischer Ulama. Seit 2012 war er international als Terrorist bekannt.
Im Juli 2012 wurde er von den Vereinten Nationen und den USA auf eine Sanktionsliste gesetzt und der Weltsicherheitsrat bestimmte internationale Reisebeschränkungen und die Beschlagnahmung von Konten. Ihm wurde vorgeworfen, die somalischen al-Shabaab, die sich Anfang 2012 mit al-Qaida zusammenfanden, „finanziell, materiell und logistisch“ zu unterstützen und den Milizen den Weg nach Kenia zu ebnen. Er galt als „wichtigster ideologische Anführer“ der islamischen Gruppe Al-Hijra in Kenia.
Rogo wurde am 27. August 2012 Opfer eines Anschlages in Mombasa.